# Церква Святого Духа (Краснолука)
Церква Святого Духа в Краснолуці — парафія і храм Лановецького благочиння Тернопільської єпархії Православної церкви України в селі Краснолука Кременецького району Тернопільської области.
Оголошена пам'яткою архітектури місцевого значення (охоронний номер 1634).

## Історія церкви
У 1887 році селяни розпочали будівництво каплиці, яке завершили у 1888 році. У 1889 році було подано прохання архієпископу Палладію про дозвіл перетворити каплицю на церкву. Храм Святого Духа освятили 28 квітня 1890 року.
У 1925 році храм добудували. Однак, з 1959 року богослужіння припинили, а влада вивезла церковне майно та ікони, які були замальовані та розміщені в музеї атеїзму. Протягом 20 років церква була закритою.
У 1989 році храм знову відкрили. Жителі села доклали багато зусиль для його відновлення: повернули врятоване майно, заново розписали стіни та створили церковний хор.
У 2008 році за кошти громади та місцевого підприємства «Прогрес» було проведено повне оновлення храму як ззовні, так і всередині.

## Парохи
- о. Прокопович,
- о. Ірадіон Кондратович (1894),
- о. Іван Чорнобров (40-і)),
- о. Аїна Кулеш (1945),
- о. Микола Вигонний (1947),
- о. Анатолій Зінкевич,
- о. В'ячеслав Соколов,
- о. Степан Пограничний,
- о. Володимир Новоженець,
- о. Ігор Довгий (з ?).